# Kostel svatého Michaela archanděla (Šardice)
Kostel svatého Michaela archanděla  je římskokatolický chrám v Šardicích v okrese Hodonín. Jde o farní kostel římskokatolické farnosti Šardice. Je chráněn jako kulturní památka České republiky.
Je nejstarší stavbou v obci. Jedná se o raně barokní kostel zbudovaný na starším gotickém základě, přestavěn v 18. století  Kolem kostela byl od roku 1286 do 19. století hřbitov, na který připomíná kříž jižně od kostela. Na jeho podstavci je citát ze Starého zákona, knihy Pláč (1,12): Ó vy všichni, kteří jdete mimo, pozorujte a vizte, jestli bolest vaše jako bolest má. Druhý kříž je poblíž vchodu do kostela s nápisem Člověče zde málo stůj, rány moje rozvažuj, rány moje kynou léta tvoje hynou. Příjde smrt, soud tobě nastane, kam se duše tvoje dostane? Na zadní straně je donátorský nápis: Ke cti a chvále Boží věnovali manželé Jan a Anna Perutkovi. L.P. 1914.
Kostel tvoří obdélníková loď, na kterou navazuje kněžiště o stejné šíři s půlkruhovým závěrem. V průčelí je představěná věž s přístavkem. Loď je zastřešena sedlovou střechou. Loď je osvětlena třemi páry oken ukončených obdélníkovým segmentem. Loď i kněžiště jsou zaklenuty valenou klenbou s lunetami. Klenba dosedá na vtažené polopilíře s předloženými pilastry s jednoduchou římsou.

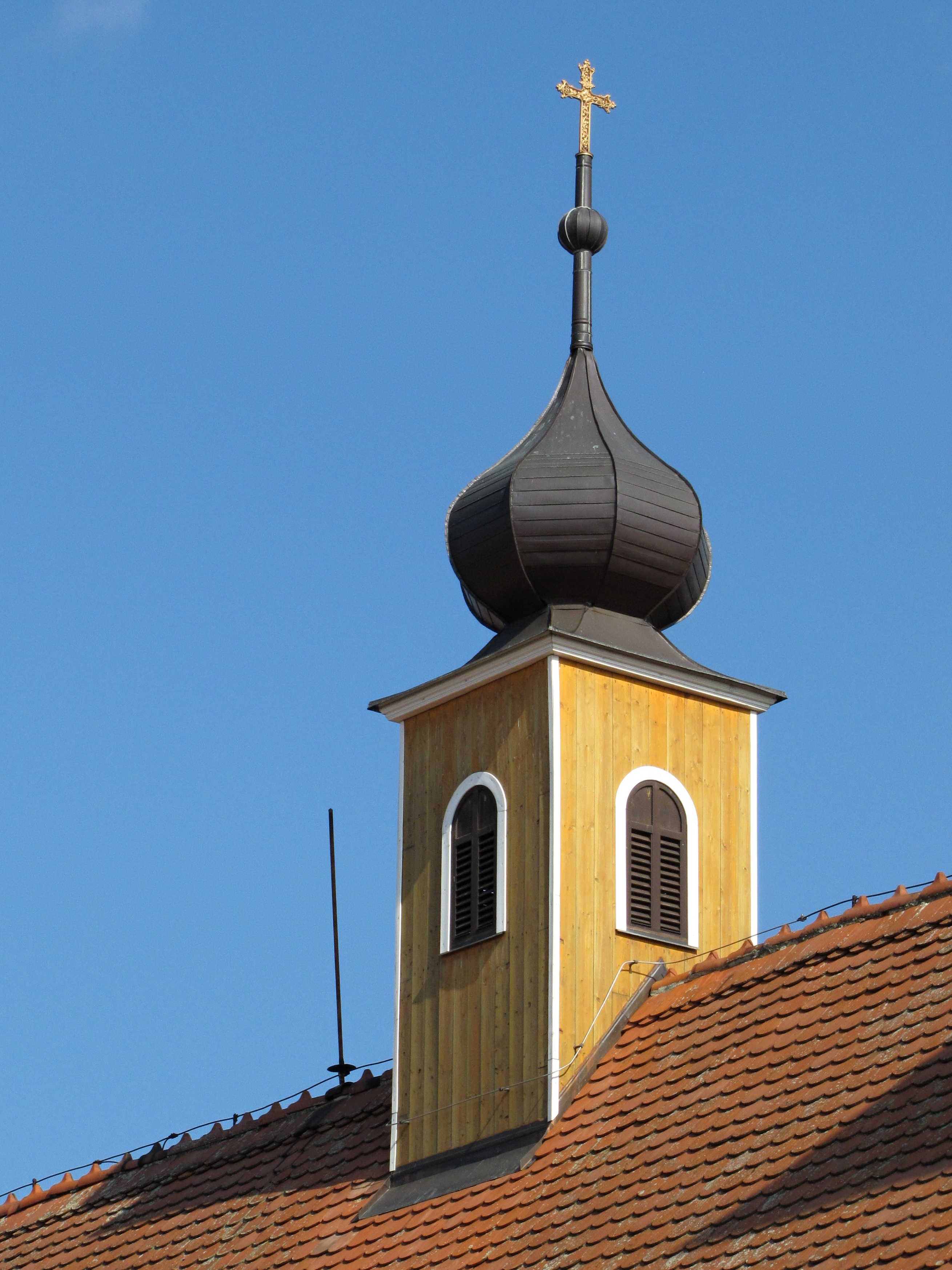
Sanktusník
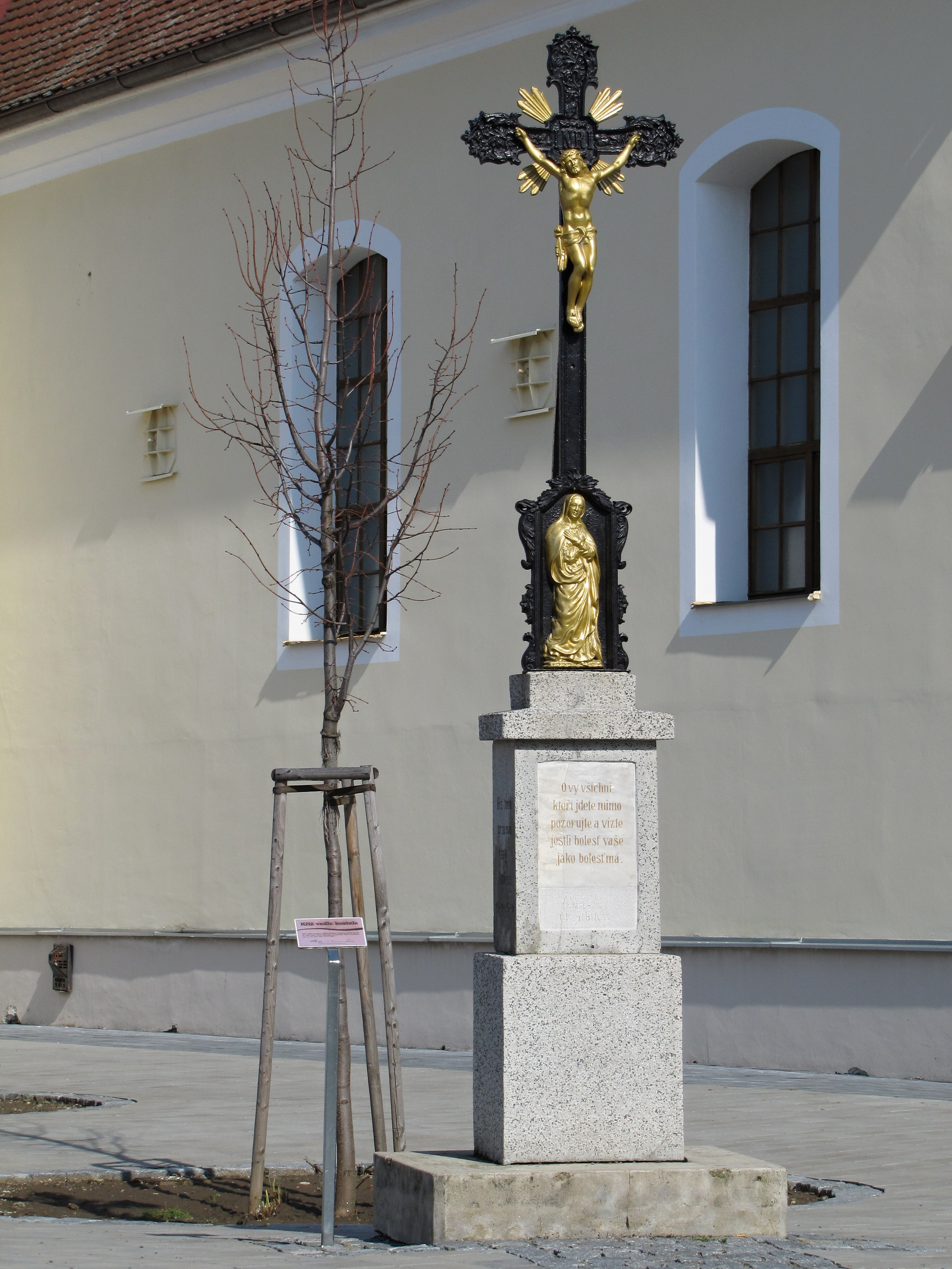
Kříž připomínající zrušený hřbitov
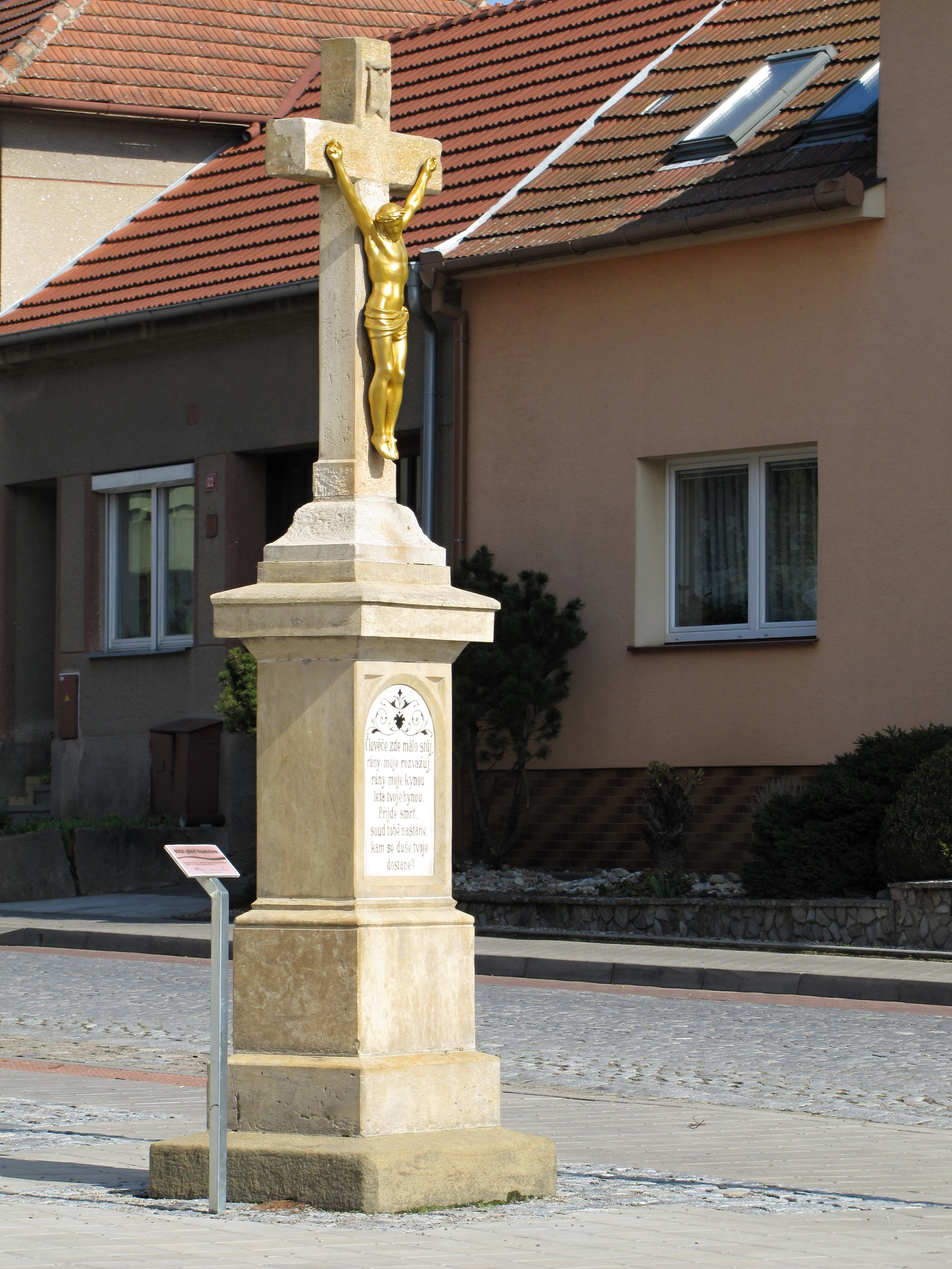
Kříž před kostelem
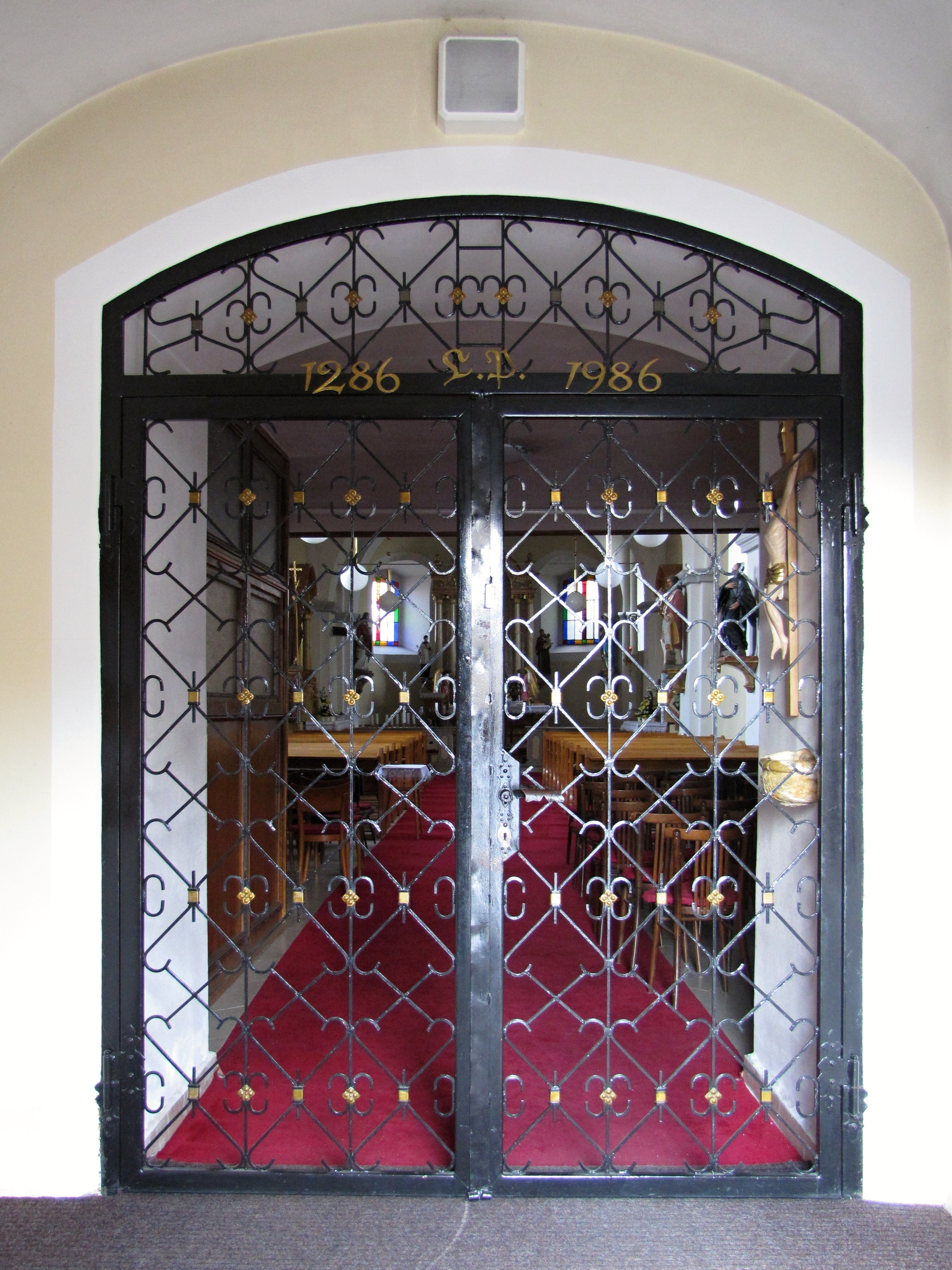
Vstup do hlavní lodi
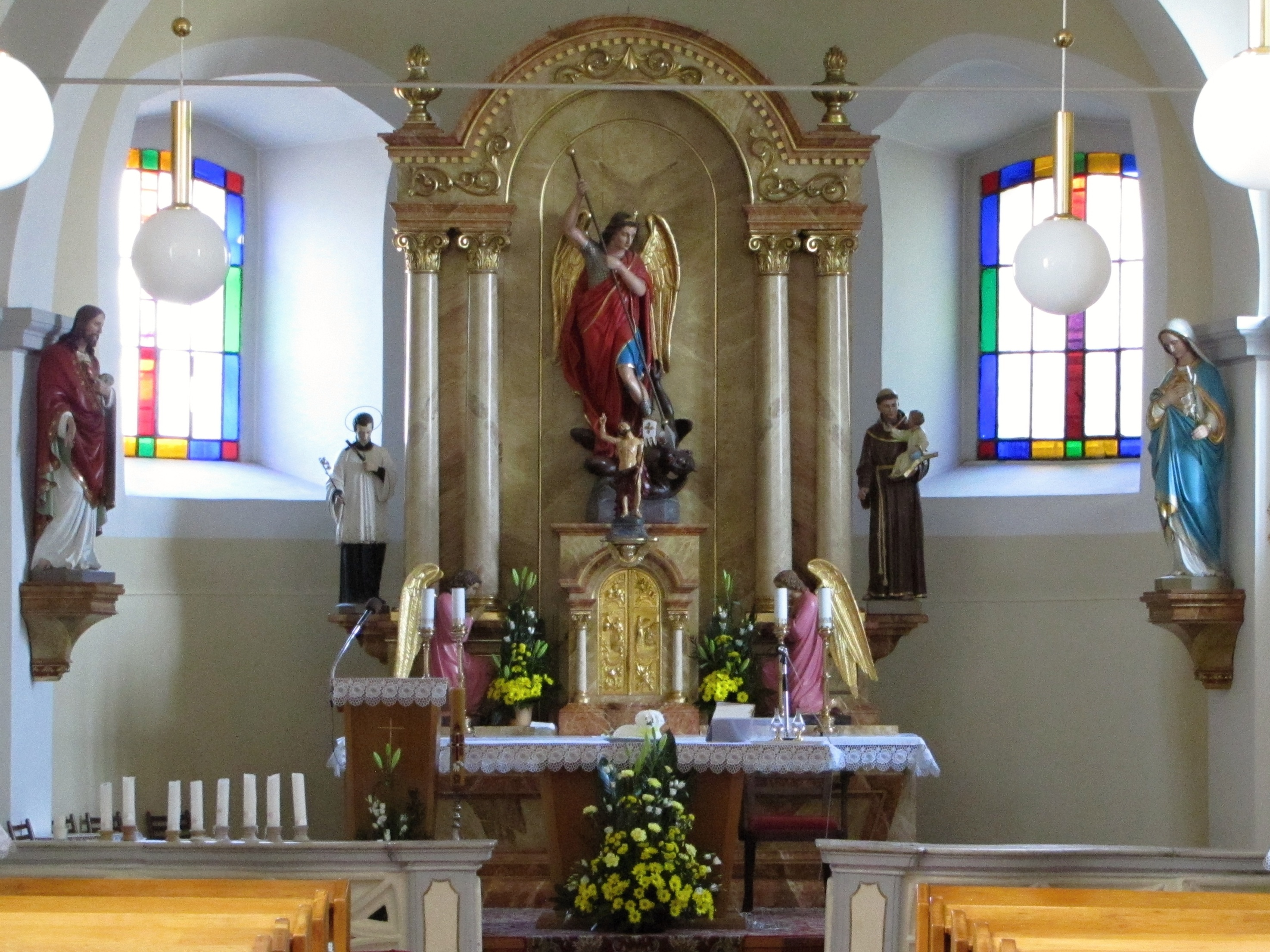
Hlavní oltář